# Düşkünlük Meydanı
Le Düşkünlük Meydanı, (littéralement « place de l'affection », en turc), est le lieu de résolution des litiges ou des problèmes de la communauté alévie. Il est présidé par le dede.
Lors du sorgu âyini ou rituel de l'interrogatoire qui a lieu pendant le rituel d'ayîn-i cem, le dede rétablit le consensus au sein de la communauté à travers l'instruction et le jugement des procès qui opposent les membres de la communauté. La punition, le rachat et l'exclusion (Düşkünlük) des coupables assurent l'unité des fidèles. Saisi de tous les conflits ayant apparu au cours de l'année, ce tribunal rend la justice « divine » pour assurer « l'unité des cœurs ». Tant que l'unité des cœurs n'est pas assurée, on ne peut prier Dieu.